# نوناديكان
النوناديكان هو أحد الألكانات الهيدروكربونية، وله الصيغة البنائية CH3(CH2)17CH3.

## وصلات خارجية
- شهادة بيانات أمان المواد نوناديكان
- نوناديكان